# 로열 에든버러 밀리터리 타투

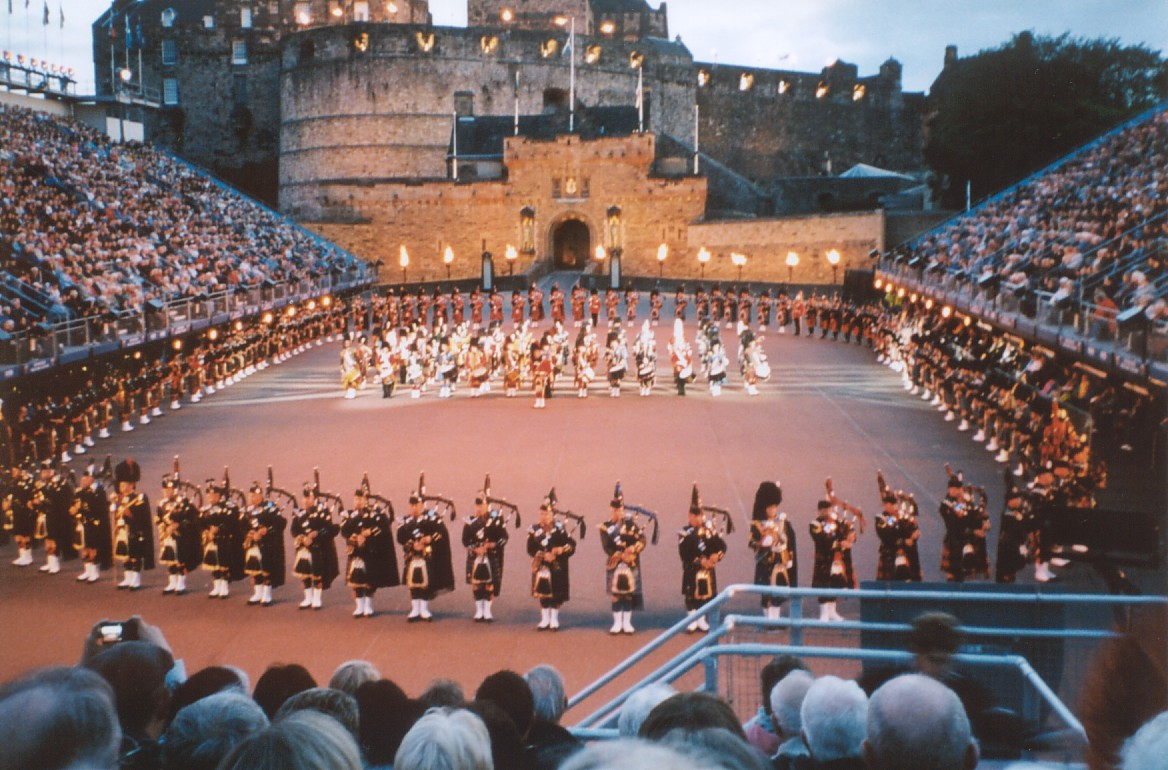
로열 에든버러 밀리터리 타투

로열 에든버러 밀리터리 타투(Royal Edinburgh Military Tattoo)는 스코틀랜드의 수도 에든버러에서 매년 8월쯤 3주에 걸쳐 진행되는 축제 중 하나로, 군악대가 공연을 한다.